# 영구 식별자
영구 식별자(persistent identifier, PI 또는 PID)는 문서, 파일, 웹 페이지 또는 다른 객체에 대한 영구지속되는 참고 문헌(reference)이다. "영구 식별자"라는 용어는 인터넷을 통해 접근 할 수 있는 디지털 객체들의 상황속에서 일반적으로 사용된다. 전형적으로 이러한 식별자는 영구적이지만 실행 가능하다. 웹 브라우저에 연결하여 식별된 자료를 찾을 수 있다.
- 아카이브 리소스 키 (ARK)
- 전자 식별자 연속 간행물 (EISP)
- 디지털 객체 식별자 (DOI), 핸들 시스템
- 국제 eBook 식별자 번호 (IEIN)
- 영구 URL (PURL)
- 통일 자원 명 (URNs)
- 확장 가능한 리소스 식별자 (XRIs)
- 자석 링크[2] (분산 형, BitTorrent 포함 )

## 같이 보기
- 가상 국제 기관 파일 (VIAF)
- 열린 연구원 및 기여자 ID (ORCID)
- 국제 표준 이름 식별자 (ISNI)
- 국제 표준 도서 번호 (ISBN)